# 刘立雯
刘立雯（1994年8月2日—），天津人，中国女子排球运动员，2018年加入天津渤海银行女排，身高172厘米，体重67千克，担任自由人。

## 主要成绩
2022年9月28日，天津女排以3-1战胜江苏女排，夺得全国女排锦标赛冠军。
2023年1月8日，天津女排战胜上海光明优倍女排，获得2022-2023赛季中国女子排球超级联赛冠军。
2024年2月3日，天津渤海银行女排战胜上海光明优倍女排，获得2023-2024赛季中国女子排球超级联赛冠军。
2024年12月22日，天津女排获得2024年世界女排俱乐部锦标赛亚军，她获得赛事“最佳自由人”稱號。